# تشيني ماسون
تشيني ماسون (بالإنجليزية: Cheney Mason)‏ هو محامي أمريكي، ولد في 12 ديسمبر 1943 في جاكسونفيل في الولايات المتحدة.

## وصلات خارجية
- الموقع الرسمي